# Гулёвка
Гулёвка — село на правом берегу реки Вепринка в Клинцовском районе Брянской области, центр Гулёвского сельского поселения. Основано в середине XVIII века.

## История

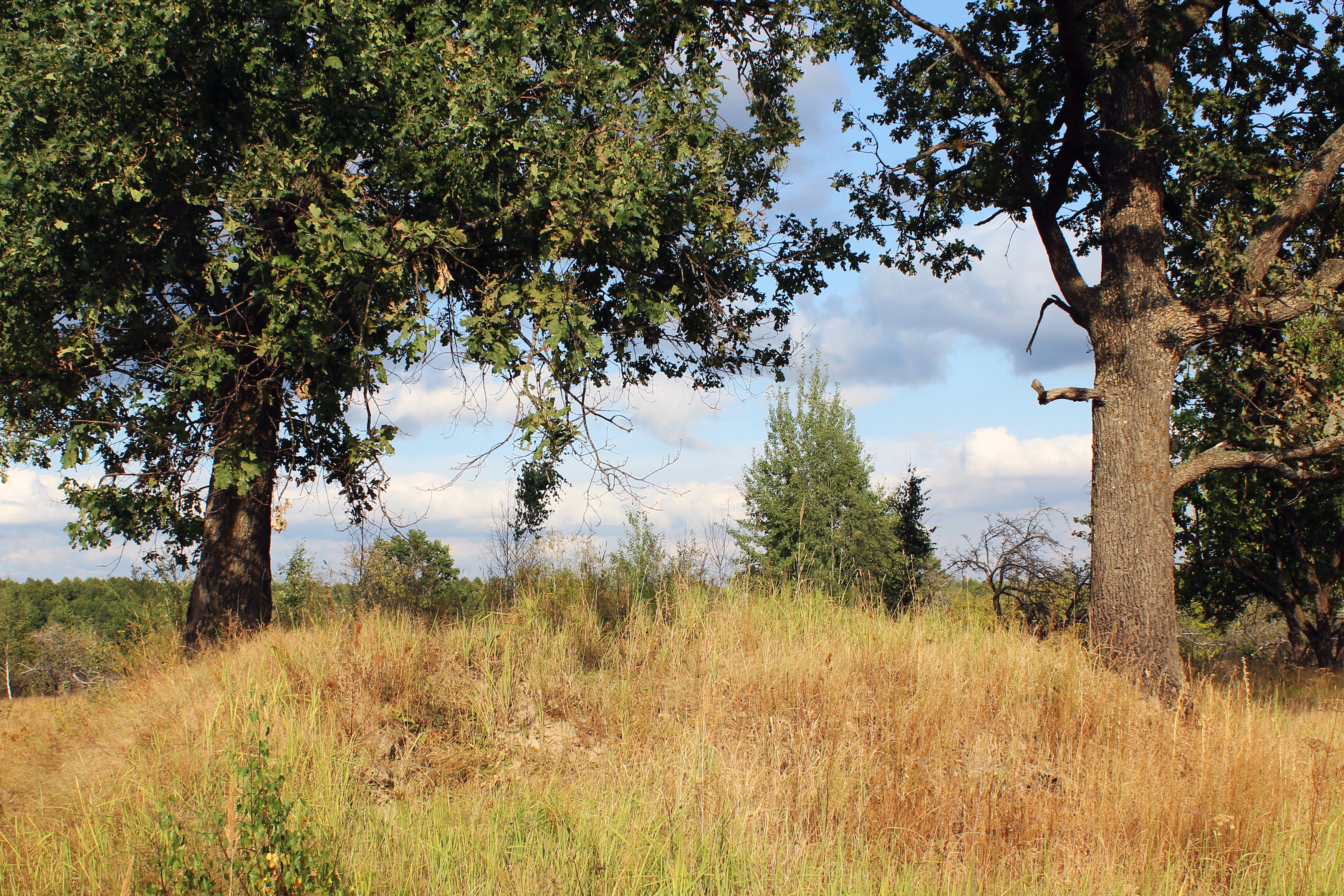
Курган в Гулёвке. Памятник археологии.

### Киевская Русь
Западнее села был обнаружен курганный могильник, датируемый XI—XIII веками. Первым исследователем могильника был П. М. Ерёменко в конце XIX века, после него в 1970 году А. А. Узянов. Недалеко от Гулёвки было найдено две группы курганов: 107 и 36. Сохранилось двое диаметром 5 и 12 метров. При раскопках обнаружилось, что умершие были захоронены на спине, головой на запад. Вещи, найденные в курганах, характерны для эпохи Киевской Руси.

### Новое время
Точные архивные данные о времени появления Гулёвки отсутствуют. В Румянцевской описи Малороссии 1765–1969 годов Гулёвка упомянута как деревня в составе Топальской сотни Стародубского полка малоросской Гетманщины, по 4-й ревизии 1781–1787 годов Гулёвка — деревня графа Румянцева на реке Веприне, в ней насчитывается 34 двора и 39 хат, .
В результате Крестьянской реформы 1861 года Гулёвка получила 192 надела пахотной земли (4 десятины) и 0,25 надела сенокоса. Почти половина хозяйств получила менее 0,5 надела. Из-за малоземелья многие крестьяне зимой уезжали в города на заработки. В середине XIX века деревня входила в Великотопальскую волость Новозыбковского уезда Черниговской губернии, в ней было 80 домов и проживало 404 крестьянина. В последней трети XIX века в Гулёвке была построена винокурня княгини Долгоруковой. Семёнов-Тян-Шанский указывает, что винокурня приносила 6000 рублей в год. Судя по сообщению о вооружённом налёте на усадьбу княгини Долгоруковой, в 1907 году винокурня всё ещё существовала и функционировала.
В 1917 году появился спиртосовхозкомбинат «Гулёвский», работавший до 1951 года, когда был разделён на спиртзавод и совхоз «Гулёвский». Благодаря спиртзаводу, Гулёвка раньше других сёл была газифицирована из-за перехода мощностей производства на газовое топливо.
26 апреля 1919 года в результате территориальной реформы Новозыбковский уезд оказался в составе Гомельской губернии, в деревне Гулёвка образован Гулёвский сельсовет. Уже в 1929 году Гулёвка называлась селом и была отнесена к Клинцовскому району новообразованного Клинцовского округа. В 1937 году Гулёвский сельсовет в составе Клинцовского района был отнесён к Орловской области. Однако уже во время войны в 1944 году Клинцовский район вошёл в состав Брянской области.
Ещё с довоенного времени в Гулёвке работала хлебопекарня, размещавшаяся в старом бараке дореволюционной постройки. В 60-е годы была построена новая хлебопекарня, обеспечивавшая продукцией многие населённые пункты района. В сутки хлебопекарня выпускала до 8 тонн чёрного хлеба и около 1 тонны белого. Выпекались батоны, хлеб «Раменский», хлеб «Сладкий», сайка «Формовая». Был построен цех по выпуску соломки к чаю, а в месяц выпускалось до 2 тонн кондитерских изделий.

## Физико-географическое положение

### Географическое положение
| С-З |                    | Клинцы ~ 16 км  |                  | С-В |
| З   | Новозыбков ~ 23 км | Роза ветров     | Стародуб ~ 49 км | В   |
| Ю-З |                    | Климово ~ 40 км |                  | Ю-В |

Село Гулёвка расположено в юго-западной части Клинцовского района Брянской области, в 600 м от автодороги А240 (Брянск — граница с Республикой Беларусь) у границы с Новозыбковским районом, в 16 километрах севернее по автодороге находится районный центр.
В селе находится устье реки Вепринка, впадающей в Ипуть; реки расположены в бассейне Днепра. Гидрография Гулёвки представлена несколькими небольшими озёрами, самое крупное из которых Заводское обеспечивало спиртзавод водой во время его работы, уровень воды в Заводском озере регулируется шлюзом.

### Рельеф и геологическое строение
Гулёвка расположена в центре Среднерусской возвышенности на Восточно-Европейской равнине, лежащей на древней одноимённой платформе. Находится в поясе широколиственных лесов.

### Климат
Климат умеренно континентальный, село находится в зоне рискованного земледелия. Гулёвка относится к зоне хвойно-широколиственных лесов.
Средняя годовая температура в селе равна 4,5°С, самым тёплый месяц — июль (18–19°С), а самым холодный — январь (от −7,2°С до −9,0°С). Среднегодовое количество осадков 500−650 мм, величина испарения 300−420 мм. Зима отличается неустойчивой погодой: от сильных морозов до продолжительных оттепелей, лето влажное и тёплое. Из-за особенностей климата в растениеводстве преобладают многолетние травы.
| Показатель                    | Янв.  | Фев.  | Март  | Апр. | Май  | Июнь | Июль | Авг. | Сен. | Окт. | Нояб. | Дек.  | Год   |
| ----------------------------- | ----- | ----- | ----- | ---- | ---- | ---- | ---- | ---- | ---- | ---- | ----- | ----- | ----- |
| Абсолютный максимум, °C       | 10,1  | 16,3  | 20,7  | 29,3 | 33   | 34   | 36   | 39   | 32,2 | 27,5 | 18    | 12    | 39    |
| Средний суточный максимум, °C | −2,2  | −1,4  | 4,4   | 13,4 | 20,3 | 23,2 | 25,3 | 24,3 | 17,9 | 11,3 | 3,5   | −1,1  | 11,7  |
| Средняя температура, °C       | −4,9  | −4,7  | 1     | 8,5  | 14,6 | 17,8 | 19,8 | 18,7 | 12,9 | 7,2  | 0,9   | −3,6  | 7,3   |
| Средний суточный минимум, °C  | −7,6  | −8,1  | −3,5  | 3,6  | 9    | 12,5 | 14,4 | 13,1 | 8    | 3,1  | −1,6  | −6,2  | 3     |
| Абсолютный минимум, °C        | −32,6 | −29,2 | −28,7 | −9,8 | −2,2 | 0    | 3,1  | 1,2  | −3,6 | −10  | −24   | −30,7 | −32,6 |
| Источник: msn                 |       |       |       |      |      |      |      |      |      |      |       |       |       |

Население
73 человека (1754), 111 человек (1782), 156 человек (1797), 131 человек (1892), 786 человек (1902), 579 человек (1928), 980 человек (1979), 731 человек (2013), 661 человек (2017).

## Инфраструктура, транспорт и связь
Населённый пункт поселения располагает газопроводом и водопроводом, помимо этого имеется ряд колодцев и колонок общественного пользования. Являясь центром Гулёвского сельского поселения, Гулёвка имеет сельскую администрацию, почтовое отделение и муниципальную библиотеку. В селе располагается детский сад, общеобразовательная школа, медицинский пункт и 4 продуктовых магазина. Между Гулёвкой и Клинцами в качестве общественного транспорта курсирует автобус.
В селе находятся 3 вышки российских операторов мобильной связи: «Билайн», «Теле2» и «МТС». Покрытие «МегаФон» осуществляется с вышки компании, расположенной в посёлке Курганье Новозыбковского района (покрытие «Yota» ведётся оттуда же).